# Satyrium esculi

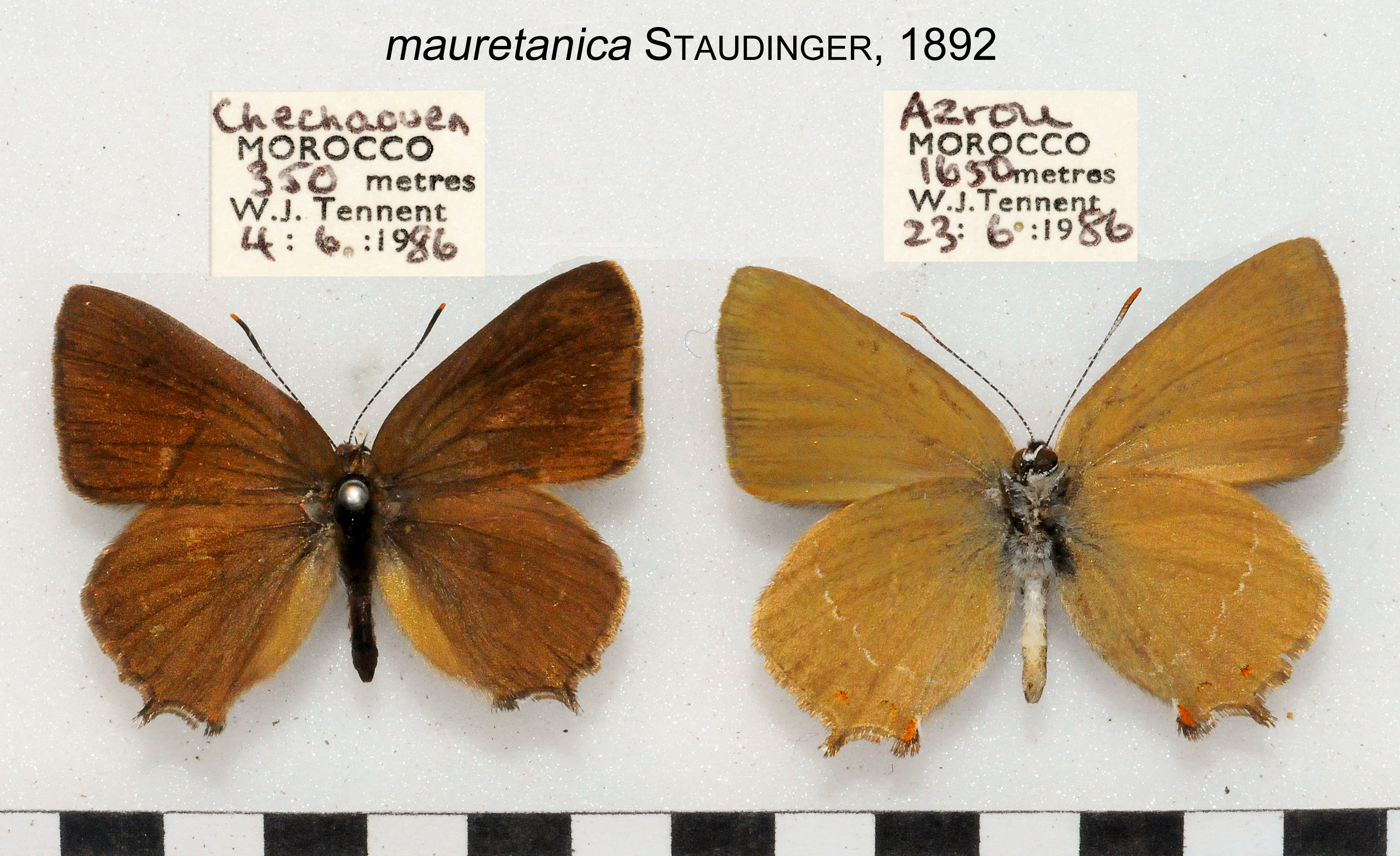
Präparate von Satyrium esculi mauretanica

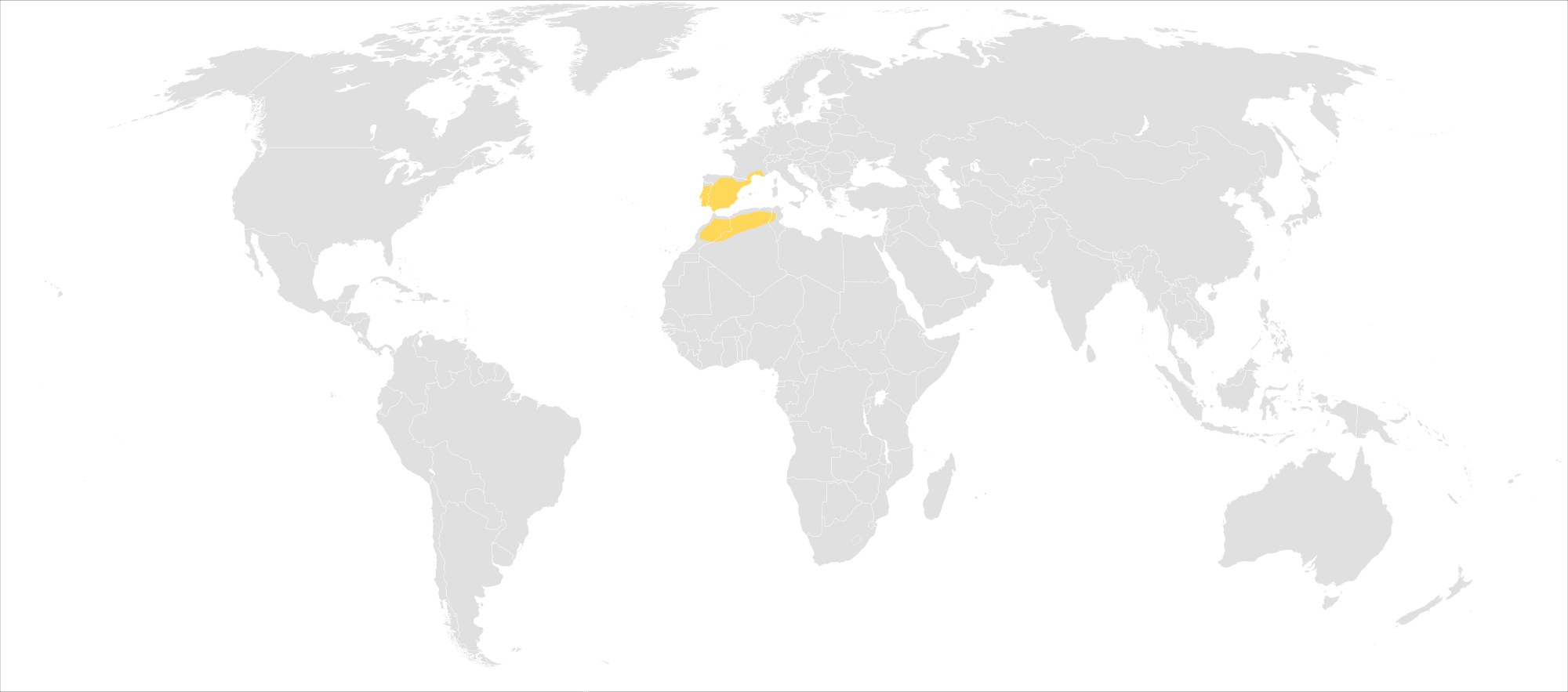
Verbreitungsgebiet von Satyrium esculi

Satyrium esculi ist ein Schmetterling aus der Familie der Bläulinge (Lycaenidae).

## Merkmale
Die Flügelspannweite der Falter beträgt 30–34 mm. Die bräunlichen Falter besitzen auf der Unterseite der Hinterflügel eine charakteristische Musterung aus orange-schwarzen Flecken und weiß-schwarzen Strichen.

## Ähnliche Arten
- Satyrium illicis

## Verbreitung
Satyrium esculi ist im westlichen Mittelmeerraum sowie auf der Iberischen Halbinsel verbreitet. Sie fehlt auf der Iberischen Halbinsel lediglich in Galicien. Im Norden erstreckt sich das Vorkommen von den Pyrenäen über Südfrankreich bis nach Ligurien in Italien. Auf den Balearen kommt die Art ebenfalls vor. In Nordafrika reicht ihr Vorkommen von Marokko bis nach Tunesien.

## Lebensweise
Satyrium esculi bildet gewöhnlich zwei Generationen pro Jahr. Die Falter fliegen von Ende Mai bis Juli. Man beobachtet sie häufig an Büschen der Mittelmeer-Brombeere (Rubus ulmifolius).
Zu den Futterpflanzen der Raupen gehören Steineiche (Quercus ilex) und Kermes-Eiche (Quercus coccifera). Die Raupen werden von Rossameisen (Gattung Camponotus) verteidigt, die sie im Gegenzug mit zuckerhaltigen Sekreten versorgen. Die Art überwintert als Ei oder als Raupe an Ästen und Stämmen.

## Taxonomie
Es werden mindestens zwei Unterarten unterschieden:
- Satyrium esculi esculi (Hübner, 1804) – Iberische Halbinsel, Südfrankreich
- Satyrium esculi mauretanica (Staudinger, 1892) – Algerien, Marokko

In der Literatur finden sich folgende Synonyme:
- Nordmannia esculi (Hübner, 1804)
- Papilio esculi Hübner, 1804 – ursprüngliche Namenskombination
- Strymon esculi (Hübner, 1804)
- Thecla esculi Hübner, 1804